# 1979 사모아 내셔널 리그
1979 사모아 내셔널 리그는 사모아 내셔널 리그의 첫 번째 시즌으로, 바이바세-타이가 우승을 기록했다.